# Petfles

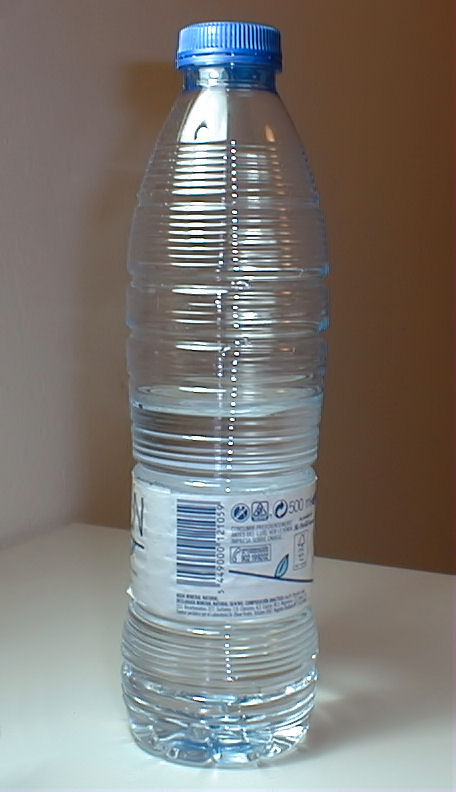
Een petfles

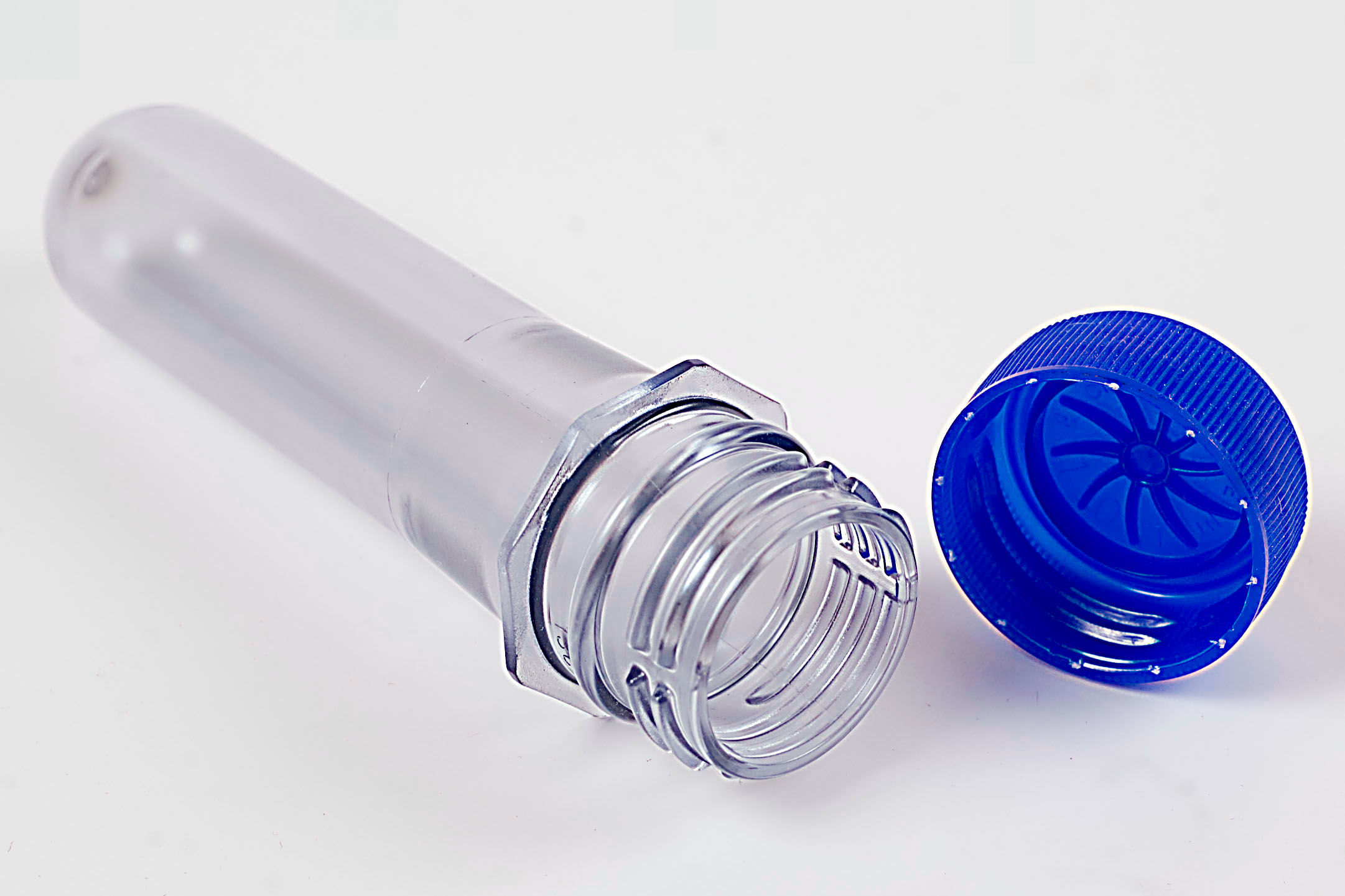
Basisvorm van een petfles

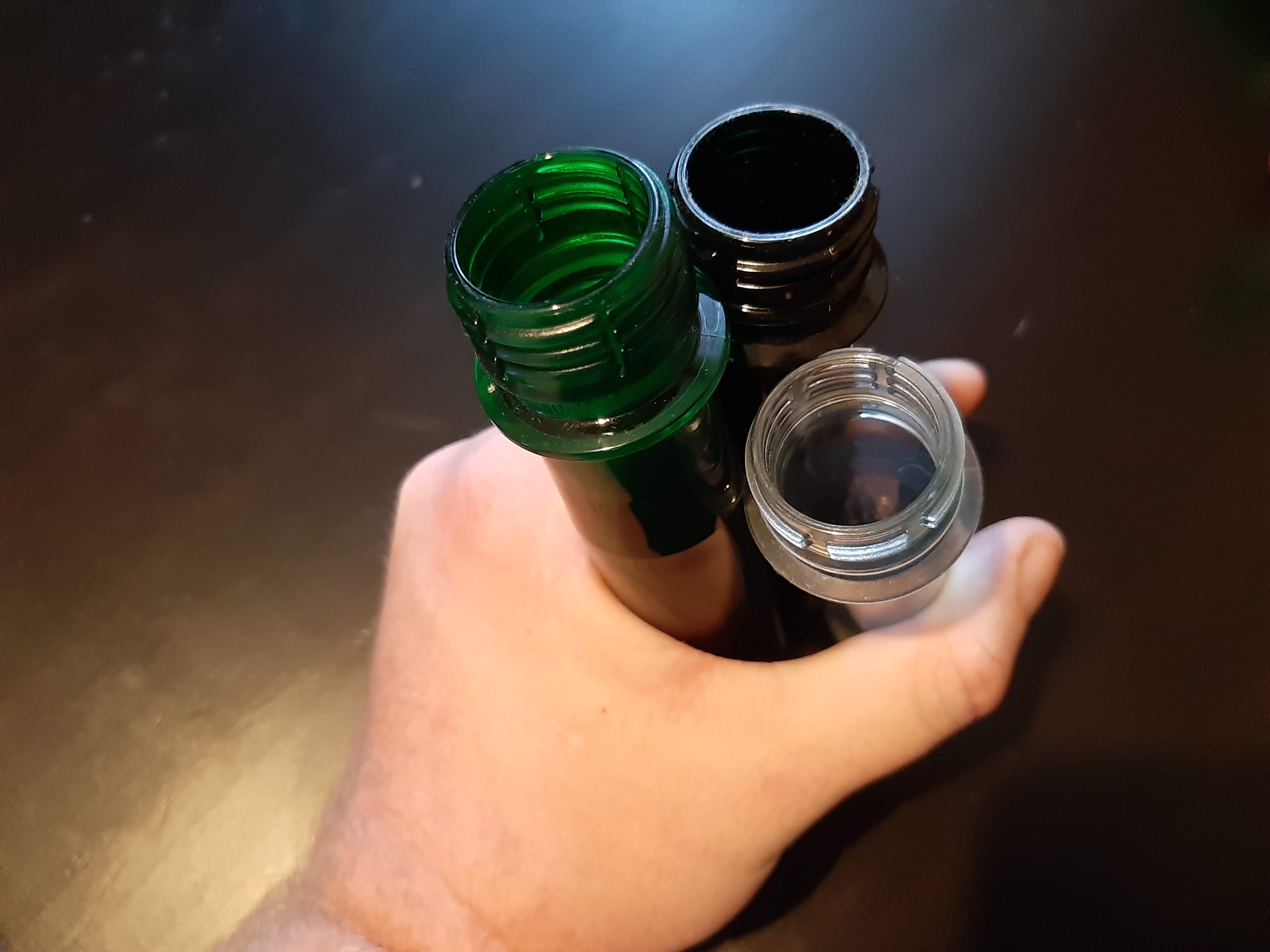
De basisvorm wordt in de fabriek verwarmd en vervolgens opgeblazen

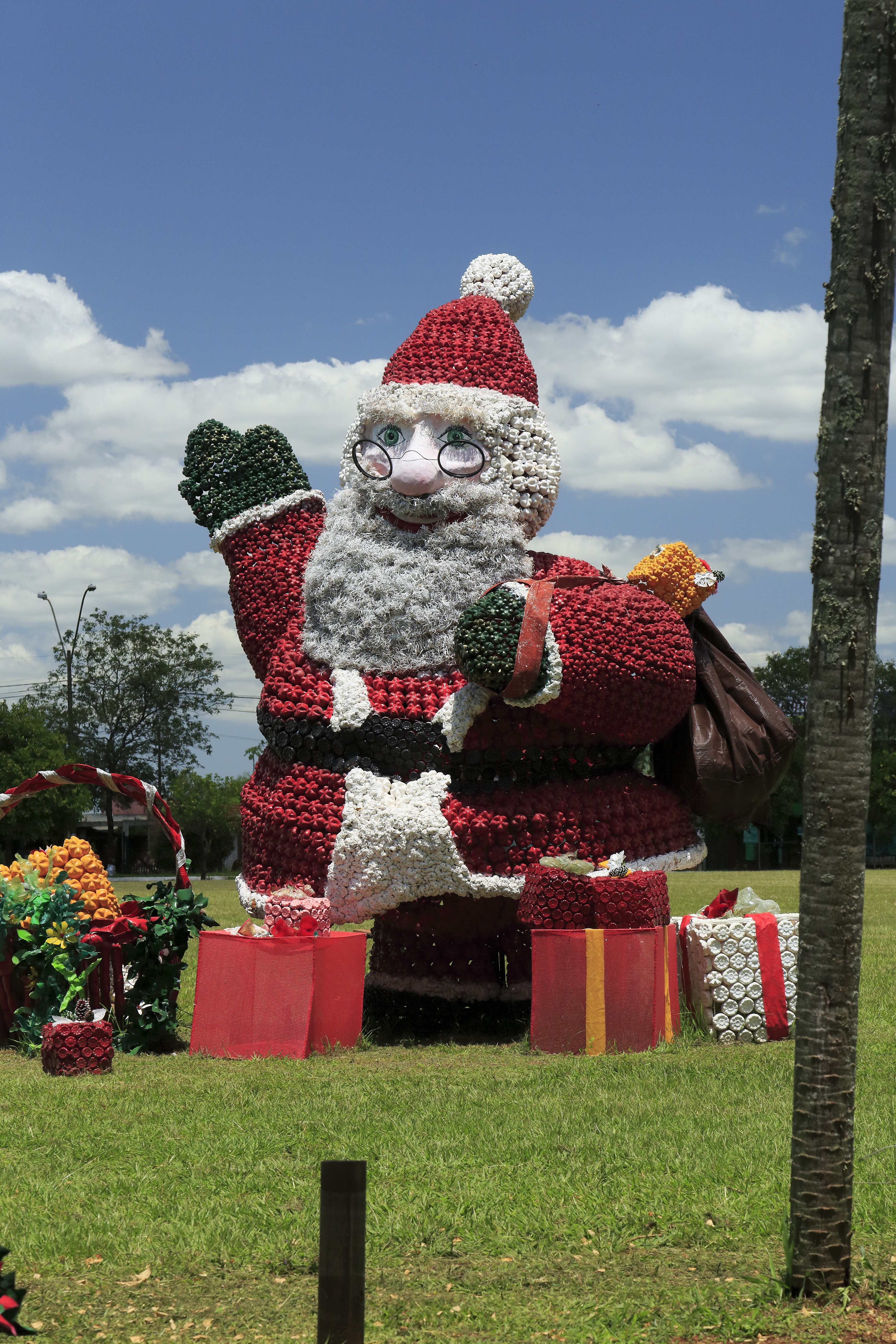
Deze Kerstman in Itapúa is gemaakt van wegwerp-petflessen

Een petfles, soms ook PET-fles genoemd, is een verpakking voor frisdranken en andere vloeistoffen, vervaardigd uit polyethyleentereftalaat (PET). De fles werd in 1973 gepatenteerd. Petflesjes worden ook wel gebruikt als verpakking voor cosmetica, vloeibare zepen, schoonmaakmiddelen of geneesmiddelen.

## Vervaardiging
Petflessen worden vervaardigd door de polymeerkorrels in een extruder te smelten en onder hoge druk in een mal te spuiten (spuitgieten). Hierbij ontstaan kleine buisjes die eruitzien als reageerbuisjes. De zogeheten preforms. Deze basisvormen worden vervolgens in een andere machine verwarmd tot een temperatuur tussen de glastemperatuur en de smelttemperatuur, zodat de pre-form zacht wordt. In geval van PET is dat tussen 70 °C en 260 °C. Meestal kiest men 180 °C, daar PET daar ook het snelst kristalliseert. Daarna kan het in de mal in de uiteindelijke vorm worden geblazen.
Een petfles is lichter en sterker dan een fles van glas. PET is zeer taai en breekt vrijwel niet. Vergeleken met glas laat het echter gemakkelijker gassen als zuurstof en koolstofdioxide door. Daarom zijn petflessen vooralsnog ongeschikt om bier te verpakken. Voor bier worden soms petflessen gebruikt die worden gecoat met een stof die minder gemakkelijk gas doorlaat, bijvoorbeeld PA (nylon), aluminium, of zelfs glas (middels siloxanen). Echter de beste en goedkoopste resultaten worden behaald met petflessen die uit een enkele laag bestaan.

## Soorten
De flessen bestaan zowel in statiegelduitvoering als in de vorm van wegwerpverpakkingen. De laatste soort heeft doorgaans een dunnere wand, waardoor op materiaalkosten en transportkosten kan worden bezuinigd. Het bedrijfsleven is voorstander van eenmalig gebruik, omdat winkels en supermarkten dan geen lege flessen meer hoeven in te nemen. Doorgaans worden wegwerpflessen met het overige huisvuil verbrand.

## Inzameling
In 2022 werd in Nederland 80% van de petflessen met statiegeld ingezameld en gerecycled. Na sortering wordt het PET van de statiegeldflessen in stukjes gehakt, gewassen en gezuiverd, waarna het vervoerd wordt naar de recycler. Die smelt de stukjes om tot granulaat: korrels die als grondstof dienen voor nieuwe kunststof producten.
Door petflessen apart in te zamelen via een statiegeldsysteem is het mogelijk nagenoeg al het transparante PET opnieuw in te zetten bij de productie van nieuwe flessen. Van het overige deel kunnen andere kunststof producten worden gemaakt, bijvoorbeeld dashboards in de auto-industrie of fleece-truien.

## Gebruik
Sinds 2000 is de consumptie van dranken in petflesjes kleiner dan 1 liter verdrievoudigd. Het grootste gedeelte van deze flesjes wordt verbrand met het huishoudelijk restafval. De Vereniging van Nederlandse Gemeenten en 70% van de burgers pleiten voor statiegeld op de kleine petflesjes. De belangrijkste argumenten zijn het verhogen van de recycling en het verminderen van zwerfafval van de flesjes.

## Wetgeving
Sinds 1 januari 2020 is het in Vlaanderen verboden om nog wegwerpbekers, blikjes of petflesjes te gebruiken op evenementen. Wil men toch wegwerpbekers e.d. gebruiken, dan moeten deze voor 90 procent opnieuw ingezameld worden. Deze regel wordt door de politie of de milieu-inspectie gecontroleerd.

## Gezondheidsrisico
In januari 2024 werd uit onderzoeksresultaten van de New Yorkse Columbia-universiteit Mailman School of Public Health naar nanodeeltjes plastic bekend dat er grote hoeveelheden van die deeltjes van het PET-materiaal in met water gevulde petflesjes zitten. De nanodeeltjes zouden kunnen worden opgenomen in de bloedbaan en zo celkernen kunnen binnendringen en deze beschadigen. Ook bestaat er risico op beschadiging van de placenta. Deze impact op de gezondheid moet nog worden onderzocht.